# Roscoff
Roscoff (bretone: Rosko) è un comune francese di 3 722 abitanti situato nel dipartimento del Finistère nella regione della Bretagna. Nell'abitato si può ammirare la chiesa gotica di Notre-Dame-de-Kroaz-Baz con un bel campanile eretto in età rinascimentale (XVI secolo)

## Società

### Evoluzione demografica
Abitanti censiti